# 吳鎧
吳鎧（？年—？年），字文濟，號石湖，山東陽谷縣人。明朝政治人物，正德甲戌進士。嘉靖間官至寧夏巡撫。

## 生平
正德九年（1514年）甲戌科進士。初授行人司行人。陞南京浙江道監察御史，因父喪未就。嘉靖元年（1522年）除河南道監察御史。嘉靖八年（1529年）出為福建按察司巡海副使，陞雲南按察使。嘉靖十六年（1537年），陞都察院右僉都御史，巡撫寧夏。嘉靖十八年（1539年）卒於任。

## 墓葬
吳鎧墓在阳谷县城西南吴南园村西，現為聊城市文物保护单位。